# Стойчо Панчев
Стойчо Панчев Вълчев е български физик, академик на БАН.

## Биография
Стойчо Панчев е роден на 6 март 1933 г. в с. Лисец, Ловешко. През 1951 г. завършва Народна мъжка гимназия „Христо Кърпачев“ с отличен успех, а през 1956 г. със специалност физика и метеорология в Софийския университет. Специализира метеорология в СССР, САЩ и Япония.
Работи след аспирантура в БАН в катедра „Метеорология и геофизика“ на Софийския университет (1959). Асистент (1959), доцент (1963) и професор (1970). Ръководител на катедра (1974 – 1994), декан на физическия факултет в Софийския университет (1979 – 1983). Пенсиониран през 2002 г.
Доктор на физическите науки (1965). Член-кореспондент (1985), академик на Българска академия на науките от (1997). Заместник-председател на БАН (1988 – 1991). Работи в Централната лаборатория за слънчево-земни взаимодействия при БАН.
Заместник-председател на Висшата атестационна комисия при Министерски съвет (1995 – 1997). Член на Английското кралско метеорологично дружество, Американското метеорологично дружество, Международната асоциация по математична физика, Съюз на учените в България.
Автор на книги и над 150 научни статии в наши и чужди издания, с над 700 цитата. Сред тях са „Теория на хаоса“ (1996), „Физика на атмосферата“, „Основи на атмосферната физика. Обща метеорология“, „Атмосферни явления“, „Динамична метеорология“ (1981), „Случайни функции и турбулентност“ (1965), „Пътят на дъждовната капка“ и др.
Активно работи в областта на съвременните проблеми на обществото-социална динамика, популационна динамика, национална сигурност. Негови трудове са преведени на английски, руски и китайски език. Автор на научни доклади изнесени на национални и международни конференции, на учебници по физика за студенти и ученици.
Специализира и чете лекции в чуждестранни университети в Русия, САЩ, Япония, Сърбия и др. Член е на редакционни колегии на научни списания в България, Германия, Унгария, Китай, Индия и др.
Почива на 30 август 2014 г. на 81 години.

## Признание и награди
- Лауреат на Димитровска награда за наука (1972)
- Медал „100 години международна геофизика“ от Международния геофизически комитет при Академия на науките на СССР
- Международния биографичен център в Кеймбридж, Великобритания го провъзгласява за „Човек на годината (1991 – 1992)“ в областта на науката
- Академичната награда на БАН за 1998 г. за постижения в популяризиране на науката и книгата „Теория на хаоса“
- Почетен знак на Софийския университет „Свети Климент Охридски“ на синя лента за принос към науката (2002)
- Медал „Марин Дринов“ на лента за принос към БАН (2003)
- Провъзгласен за Почетен гражданин на Ловеч от 29 април 2009 г. „За изключителен принос в българската и световна наука“.

## Монографии
- Случайни функции и турболентност, С., 1965.
Random Functions and Turbulence, Oxford: Pergamon Press, 1971
 Случайные функции и турбулентность, Гидрометеорологическое изд-во, 1967
- Математически спектрален анализ, С., Издателство „Наука и изкуство“, 1975
- Андреев В., Панчев С., Матвеев Л., Динамика атмосферных термиков, ГИМИЦ, 1975
- Динамична метеорология, С., Университетско издателство, 1981
Dynamic Meteorology, Hague: D Reidel, 1985
- Физика на атмосферата, Издателство „Народна просвета“, С., 1984 и 1988
- Теория на хаоса, С., АИ „Проф. Марин Дринов“, 1996 и 2001
- Витанов Н., Димитрова З., Панчев С., Популационна динамика и национална сигурност: Рисковете на националната сигурност на България, АИ „Марин Дринов“, 2005
- Витанов Н., Димитрова З., Панчев С., Социална динамика без формули, С., АИ „Проф. Марин Дринов“, 2008
- Радев С., Панчев С., Витанов Н., Неустойчивост, хаос, турбулентност, С., АИ „Проф. Марин Дринов“, 2012 ISBN 978-954-322-550-7